# キリング・カインド 〜危険な関係〜
『キリング・カインド 〜危険な関係〜』（The Killing Kind）は、ジェーン・ケイシーの同名小説を原作とし、ジョナサン・H・A・スチュワートとザラ・ヘイズが脚色し、Paramount+向けにイレブンス・アワー・フィルムズが制作したイギリスの法廷スリラーテレビシリーズ。2023年9月7日に初公開された。

## キャスト
※括弧内は日本語吹替。
イングリッド・ルイス
演 - エマ・アップルトン（小松未可子）
ジョン・ウェブスター
演 - コリン・モーガン（津田健次郎）
マーク・オーペン
演 - エリオット・バーンズ＝ウォーレル（伊藤健太郎）　
スザンヌ
演 - オリヴィア・ドリマ（高橋雛子）
ルーク・ナッシュ警部補
演 - カー・ローガン（置鮎龍太郎）
ベリンダ・グレイ
演 - サラ・パウエル（野村須磨子）
アンガス・グレイ
演 - ニコラス・ロウ（飛田展男）
ジル・ウィンスタンリー警部
演 - ソフィー・スタントン（久保田民絵）
トム・マーティンズ
演 - ロブ・ジャーヴィス（金子由之）
ピーター・スチュアート判事
演 - リチャード・ディクソン（楠見尚己）
- 日本語吹替版スタッフ
翻訳：营佐千子、演出：安江誠、調整：飯野絢平、製作：Glovision Inc

## 公開
当初は2024年にParamount+で配信される予定だったが、2023年9月7日に前倒しされた。